# Hermann Minkowski
Hermann Minkowski, nemški matematik in fizik, * 22. junij 1864, Aleksota (Aleksotas), Ruski imperij (sedaj Kaunas, Litva), † 12. januar 1909, Göttingen, Nemčija.

## Življenje in delo
Minkowski je bil univerzitetni profesor v Königsbergu, Zürichu in Göttingenu. Ukvarjal se je z različnimi problemi iz matematične fizike. Znan je po svojih delih iz teorije števil, kjer je znan njegov izrek o konveksnih simetričnih množicah. Razvil je geometrijski postopek reševanja posameznih problemov iz teorije števil, danes samostojno raziskovalno področje geometrije števil.
Najpomembnejše je njegovo delo Prostor in čas (Raum und Zeit), v katerem je dal geometrijsko predstavitev kinematike Einsteinove posebne teorije relativnosti.
Njegov brat Oskar Minkowski (1858-1931) je bil priznani zdravnik, patolog in fiziolog.

## Priznanja

### Poimenovanja
Po njem in njegovem nečaku Rudolphu, astronomu in astrofiziku, se imenuje krater Minkowski na Luni.

## Dela
- Diophantische Approximationen (Teubner, Leipzig 1907), ISBN 978-3-8364-0203-3,
- Geometrie der Zahlen (Teubner, Leipzig 1910) ISBN 978-3-8364-0248-4.